# Sylvia Diebner
Sylvia Diebner (* 1947 in Berlin) ist eine deutsche Klassische Archäologin.

## Leben
Sylvia Diebner studierte Klassische Archäologie, Kunstgeschichte und Alte Geschichte in Berlin, Rom und Göttingen, wo sie 1977 promoviert wurde. 1977/78 erhielt sie das Reisestipendium des Deutschen Archäologischen Instituts. Ab 1977 war sie mit zahlreichen Unterbrechungen an der Abteilung Rom des Deutschen Archäologischen Instituts tätig. Von 2000 bis zu ihrem Ruhestand 2011 war sie dort Leiterin der Photothek.
Zu ihren Forschungsschwerpunkten gehören die landstädtische kaiserzeitliche Skulptur in Italien, die stadtrömische Topographie, die Geschichte des Deutschen Archäologischen Instituts sowie Antikenrezeption während des italienischen Faschismus.

## Veröffentlichungen (Auswahl)
- Aesernia, Venafrum. Untersuchungen zu den römischen Steindenkmälern zweier Landstädte Mittelitaliens. Bretschneider, Rom 1977, ISBN 88-85007-27-9 (Dissertation).